# Pawleys Island
Pour les articles homonymes, voir Pawley.
Pawleys Island (« Île Pawleys » en français) est une municipalité côtière de Caroline du Sud. Sa population était de 138 habitants en 2000. La ville se trouve à 40 kilomètres de Myrtle Beach. Au sud de la ville se trouve le chef-lieu de son comté, la ville de Georgetown. Pawleys Island est l'une des quatre villes du Comté de Georgetown, les autres sont Georgetown, Andrews et Murrells Inlet.

## Habitants

### Général
Selon le recensement de 2000, 138 habitants, 60 hommes et 78 femmes, vivent à Pawleys Island. Sur ses 138 personnes, seulement 3 ont en dessous de 5 ans, 127 ont plus de 18 ans, dont 35 ont plus de 65. La moyenne d'âge est de 55,3 ans.
La famille moyenne de Pawleys Island est constituée de 2,3 personnes, soit 0,84 personne de moins que celle des États-Unis, laquelle est donc de 3,14.

### Langue
Parmi les habitants de Pawleys Island, 122 ne parlent qu'anglais, soit 92,4 % de la population, mais il y a 4 personnes dont la langue d'origine est l'espagnol, dont 2 qui parlent très bien anglais et il y a enfin 6 personnes dont la langue d'origine est une langue indo-européenne autre que l'anglais et l'espagnol — parmi ces 6 personnes, 4 parlent anglais très bien.

### Économie
La classe modale de Pawleys Island, celle qui comporte le plus d'habitants, gagne entre 25,000 $ et 34,999 $ par an ; cependant, la médiane se trouve à 51,964 $ par habitant. Pour ce qui est d'une famille, la classe modale gagne de 100,000 $ à 124,999 $ et la médiane est 97,125 $,.

## Histoire
Au début des années 1700, les familles de riziculteurs possédaient Pawleys Island, elles s'y installent de mai à novembre, préférant la mer aux rivières qui bordent les rizières près desquelles les familles habitent.
En 1938, Pawleys devient officiellement une ville.

## Géographie
Pawleys Island se trouve aux coordonnées 33° 25′ 45″ N, 79° 07′ 30″ O (latitude 33.4281 et à la longitude -79.125), elle se trouve sur une île entre l'autoroute et la rivière Waccamaw près d'une petite péninsule, la Waccamaw Neck. L'île fait 5 kilomètres de long et 2 km de large en moyenne. La partie nord de l'île est à 5 m d'altitude et la partie sud est très près du niveau de la mer. Au sud-est de l'île se trouve l'Océan Atlantique.
Selon un recensement mené en 2000, le territoire de la ville couvrirait 2,6 km2, mais seulement 1,8 se trouverait en dehors de l'eau.

## Démographie
| 1990 | 2000 | 2010 | - | - | - |
| ---- | ---- | ---- | - | - | - |
| 176  | 138  | 103  | - | - | - |

## Culture

### Éducation
Il y a une école primaire privée à Pawleys Island, l'école préparatoire Lowcountry. Le directeur de l'école se nomme Jon Alden. Cette école propose comme activités sportives principalement le basket-ball, le tennis, le football européen et le volley-ball. L'école secondaire principale de Pawleys Island est l'école secondaire Waccamaw, elle se situe au 2412 chemin King River de Pawleys Island et est dirigée par David Hammel.
À Pawleys Island, 122 des 128 personnes qui ont plus de 25 ans ont reçu leur diplôme d'étude secondaire et 70 ont un baccalauréat.

### Religion
Pawleys Island possède plusieurs églises et autres lieux de cultes. Pour les catholiques, il y a l'église catholique du Précieux sang du Christ, la seule église catholique de Pawleys Island. Les églises All Saints' Waccamaw et Holy Cross Faith Memorial sont les deux églises épiscopales de la ville et l'église St Peter's est celle luthérienne. La seule église méthodiste de Pawleys Island est l'église méthodiste unie de St Paul's Waccamaw. Enfin, il y a l'église communautaire de Pawleys Island et l'église de Grace de Waccamaw.

### Médias
Les principaux journaux disponibles à Pawleys Island sont le Georgetown Times, le The Harborwalk et le journal de Pawleys Island, le Coastal Observer.
Les stations de radio de la ville sont 1400-WGTN et Georgetown's Heritage Station, mais aussi, 98.5-WDAI de Murrells Inlet, soit Kiss FM, 100.3-WSEA, Hot 100 FM, 105.7-WGEO-LP et Georgetown Emergency Operations Radio, lesquelles trois dernières sont aussi des stations de radios importantes.

### La légende duGray man
Le Gray man (littéralement l'homme gris) est, selon la légende, un fantôme qui viendrait sur les plages de Pawleys Island avant chaque ouragan pour avertir les habitants de quitter la ville et, toujours selon la légende, tous ceux qui l'écoutent ne souffrent d'aucun dégât à leur maison. Il aurait été aperçu à tous les ouragans des cent dernières années. Il est souvent relié au Pelican Inn. Trois légendes narrent l'origine de la légende du Gray man.
La première parle d'une jeune femme, éprouvée par la mort récente de son fiancé. Ledit fiancé revenait de Georgetown par bateau. Il était tellement impatient de revenir au plus vite vers sa bien-aimée qu'à peine descendu du bateau, il décida de prendre un raccourci. Cette imprudence cause sa perte, son cheval coule dans des sables mouvants et il subit ensuite le même sort. Après les funérailles du jeune homme, et alors que sa fiancée marchait sur la plage, le fantôme du fiancé apparut et lui dit de quitter l'île. À la suite de ce message, elle et sa famille partirent pour leur maison dans les terres. Ils évitent ainsi un ouragan qui dévaste ensuite l’île. La maison qu'ils avaient abandonné n'a subi aucun dommage.
La seconde légende parle du premier propriétaire de l'immeuble de Pelican Inn, Plowden Charles Jeannerette Weston, qui descendait d'une famille de riziculteurs et avait étudié à l'université de Cambridge. Lorsqu'il a étudié à Cambridge, il est tombé amoureux d'une certaine Emily Frances Esdaile, la sœur d'un ami. Puisque Plowden voulait épouser Emily, il est retourné à Georgetown pour en discuter avec son père. La tâche s’annonçait ardue puisqu'il[Qui ?] était anti-britannique. Il convainc néanmoins le père et doit finalement se marier. Cependant, les pères de Plowden et d'Emily entrent en compétition pour le cadeau de mariage. La course est finalement gagnée par le père de Plowden qui était beaucoup plus riche. Lorsqu'il se marient, en 1847, ils s'installent à Hagley Plantation, le cadeau du père de Plowden. Cette maison se trouvait à proximité d'une rivière qui menait à Pawleys Island, où ils firent construire une maison désormais nommé Pelican Inn. Vers la fin de la Guerre de Sécession, Plowden attrapa la tuberculose, il meurt en 1864 et sa tombe se trouve au l'église Episcopal All Saints' Waccamaw, sa tombe est la voisine de celle de son père. Cette explication est avancée parce que pendant sa vie, il a averti les dangers d'une guerre imminente et pour ses services à sa maison à Pawleys Island.
Il y a également une troisième légende, cette dernière a été émise par Eileen Weaver, qui a possédé le Pelican Inn pendant plusieurs années et a vu plusieurs fois le Gray man. Elle identifie le fantôme comme un homme du XIXe siècle. Lors de la première apparition, elle a identifié, d'après des photos du XIXe siècle, monsieur et madame Mazycks, des cousins de Plowden et Emily (voir supra) qui ont hérité du Pelican Inn à la mort d'Emily.